# Tunezja na Letnich Igrzyskach Olimpijskich 1960
Tunezję na Letnich Igrzyskach Olimpijskich 1960 reprezentowało 42 mężczyzn. Był to debiutancki start reprezentacji Tunezji na igrzyskach olimpijskich. Reprezentanci Tunezji nie zdobyli żadnego medalu.